# Caterham Racing
Caterham Racing, officieel Caterham Team AirAsia geheten, is een Maleisisch GP2-team dat opgericht werd in 2010 door Tony Fernandes, die ook verantwoordelijk is voor de terugkeer van Lotus in de Formule 1 in 2010 onder de naam Lotus Racing. Het team werd oorspronkelijk opgericht als Team AirAsia. Op 21 september 2010 was Team AirAsia officieel geaccepteerd om deel te nemen aan de GP2 in 2011, samen met Carlin, die de plekken innemen van David Price Racing en Durango. Het team zal debuteren in de eerste ronde van het GP2 Asia Series seizoen 2011.
Het bedrijf dat de eigenaar van het team is bezit ook Team Lotus. Hierdoor deelt Team AirAsia diepere technische links met het moederteam in de Formule 1. De basis van het GP2-team is gevestigd op dezelfde plaats als het Formule 1-team en zij delen ook dezelfde technische staf. De coureurs van Team AirAsia, Luiz Razia en Davide Valsecchi, worden ook Lotus-testrijders in de Formule 1 in 2011.
In 2012 veranderde het team de naam naar Caterham Racing, net als het Formule 1-team, nu Caterham geheten. Zowel Razia als Valsecchi stapte over naar een ander team en Rodolfo González en Giedo van der Garde werden als nieuwe coureurs aangetrokken. Ook zij werden beiden testrijder bij Caterham F1.